# Serwis (wieś)
Serwis – wieś w Polsce, położona w województwie świętokrzyskim, w powiecie kieleckim, w gminie Nowa Słupia.
W latach 1975–1998 miejscowość administracyjnie należała do województwa kieleckiego.
Przez miejscowość przebiega droga wojewódzka nr 756.
Przez południową część miejscowości przepływa Pokrzywianka, do której w tym miejscu wpada Słupianka.

## Historia
Wieś lokowana co najmniej w pierwszej połowie XIV w. Od 1351 do czasów kasaty własność klasztoru świętokrzyskiego na Łysej Górze.